# Новосулски окръг
Новосулски окръг (на полски: Powiat nowosolski) е окръг в Западна Полша, Любушко войводство. Заема площ от 770,73 км2. Административен център е град Нова Сул.

## География
Окръгът се намира в историческата област Долна Силезия. Разположен е югоизточната част на войводството.

## Население
Населението на окръга възлиза на 88 062 души (2012). Гъстотата е 114 души/км2.

## Административно деление
Административно окръгът е разделен на 8 общини.
Градска община:
- Нова Сул

Градско-селски общини:
- Община Битом Оджански
- Община Кожухов
- Община Нове Мястечко

Селски общини:
- Община Колско
- Община Нова Сул
- Община Отин
- Община Шедлиско

## Фотогалерия
- Нова Сул
- Битом Оджански
- Кожухов
- Нове Мястечко